# Puttur (Karnataka)

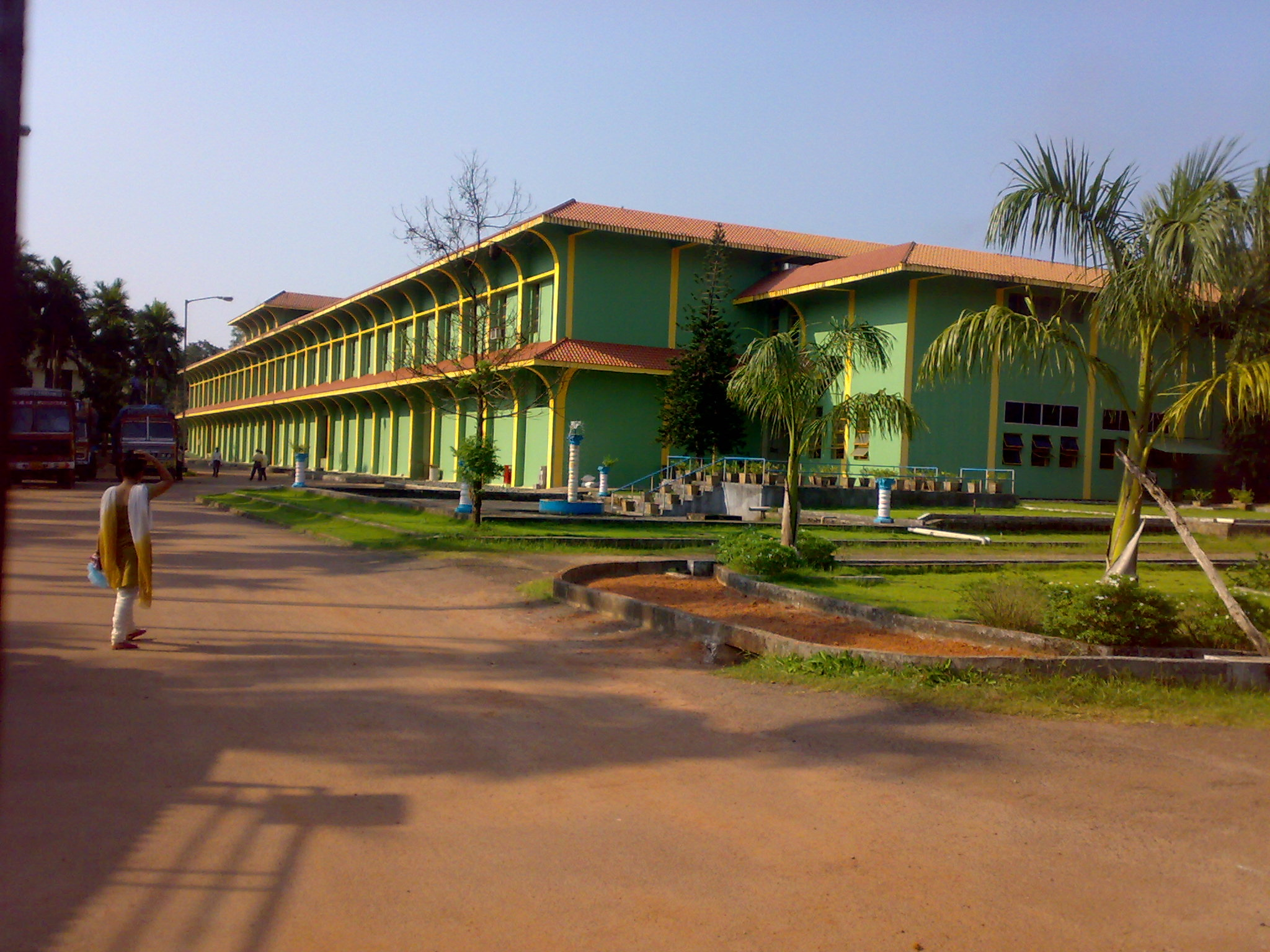
Camco-Schokoladenfabrik

Puttur (Kannada ಪುತ್ತೂರು) ist eine Stadt mit rund 60.000 Einwohnern im Südwesten des südindischen Bundesstaates Karnataka.

## Lage und Klima
Puttur liegt in ca. 87 m Höhe im Südwesten Karnatakas nahe der Grenze zu Kerala; die Küsten- und Hafenstadt Mangaluru ist ca. 52 km in nordwestlicher Richtung entfernt. Das Klima ist meist subtropisch schwülwarm; Regen (ca. 1500–2500 mm/Jahr) fällt überwiegend während der sommerlichen und spätsommerlichen Monsunzeit.

## Bevölkerung
| Jahr      | 1991   | 2001   | 2011   |
| Einwohner | 35.879 | 48.070 | 53.061 |

Der Zuwachs der Bevölkerung in den letzten Jahrzehnten ist im Wesentlichen auf die anhaltende Zuwanderung von Familien aus dem Umland zurückzuführen. Knapp 72 % der Einwohner von Puttur sind Hindus, ca. 22 % sind Moslems und gut 5 % sind Christen; der Rest entfällt auf kleinere Religionsgemeinschaften. Man spricht überwiegend Tulu, Kannada und Hindi.

## Geschichte
Die Geschichte der Stadt reicht bis ins Mittelalter zurück. Später gehörte sie zum Vijayanagar- und Marathen-Reich. Im Jahr 1818 kam sie unter britische Oberhoheit.

## Sehenswürdigkeiten
- Der dem Hindu-Gott Shiva geweihte Sri-Mangaleswara-Tempel entstand wahrscheinlich im 12. Jahrhundert. Sein heutiger Zustand entspricht jedoch den Ergänzungen und Restaurierungen der nachfolgenden Jahrhunderte. Die abgestuften Satteldächer sind den oft heftigen Regenfällen geschuldet und nehmen Bezug auf viele Tempelbauten Keralas.
- Die Mai-de-Deus-Kirche ist ein neugotischer Bau aus dem Jahr 1830.[3]

Umgebung
- Vom ca. 2 km entfernten Beeramale Hill hat man eine schöne Aussicht auf die Stadt.
- Ca. 12 km nordöstlich, am Zusammenfluss von Netravathi und Kumaradhara, befindet sich der mittelalterliche Sahasralingeshwara-Tempel.